# TLE2
 (mars 2019).
La protéine de renforcement de type transductine 2 est une protéine qui est codée par le gène TLE2 chez l’homme,. 

## Interactions
Il a été démontré que TLE2 interagit avec TLE1 et HES1 . 